# Max Filke

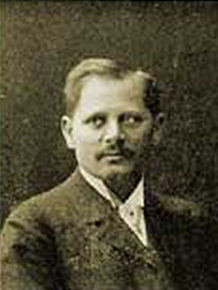
Max Filke (1907)

Max Filke (* 5. Oktober 1855 in Steubendorf bei Neustadt, Oberschlesien; † 8. Oktober 1911 in Breslau) war ein Kirchenmusiker und Komponist.

## Leben
Max Filke wurde am 5. Oktober 1855 als Sohn des Lehrers und Organisten Benjamin Filke geboren. Seine Mutter Amalie, geb. Elsner, war eine Lehrerstochter, sein Großvater Lehrer in Dürr-Kunzendorf bei Ziegenhals, Oberschlesien. Weitere seiner Verwandten waren ebenfalls als Lehrer tätig.
Die Organisten und Kantoren jener Zeit waren fast durchweg tüchtig in ihrem Fach, und so erbte auch Max Filke einen erheblichen Teil seines Musiktalents vom Vater, der ihn in Violine, Orgel und Klavier unterwies.
Nach dem frühzeitigen Tod seiner Eltern im Jahr 1864 besuchte er das Matthias-Gymnasium in Breslau. Sein dortiger Musiklehrer war Moritz Brosig, dessen Liebling er bald wurde.
Max Filke machte seine musikalischen Studien als Breslauer Domchorsänger, anschließend an der Kirchenmusikschule Regensburg. In den Jahren 1878/79 war er als Kantor in Duderstadt tätig. Nach weiteren Studien am Leipziger Konservatorium wirkte er von 1881 bis 1890 in Straubing als Chordirigent an St. Jakob und städtischer Musikdirektor. Anschließend ging er nach Köln, wo er für kurze Zeit als Chormeister des Männergesangvereins Liederkranz tätig war.
1891 wurde er Domkapellmeister in Breslau und Gesangslehrer am Priesterseminar, 1893 auch Lehrer am Breslauer Institut für Kirchenmusik. 1899 wurde er mit dem Titel eines Königlichen Musikdirektors ausgezeichnet. Der Domorganist Emanuel Adler, der bei der Bewerbung um die Kapellmeisterstelle gegen Filke unterlegen war, entwickelte aus Enttäuschung eine Feindschaft gegen Filke. Die beiden, die ihre Dienstwohnungen im selben Haus hatten, führten 1901 einen Gerichtsprozess, und Filke erwog nach Wien zu übersiedeln. Der Konflikt wurde dadurch entschärft, dass Kardinal Georg von Kopp Filke Wohnungsgeld zum Umzug in eine Privatwohnung gewährte. Kurz vor seinem Tod im Jahr 1911 – nach jahrelanger schwacher Gesundheit – wurde Filke noch die Ernennung zum Professor zuteil.
Während seiner Tätigkeit in Straubing lernte er seine Lebensgefährtin und spätere Ehefrau, die Sängerin Maria Schlabs kennen. Die Ehe blieb kinderlos.

## Werk

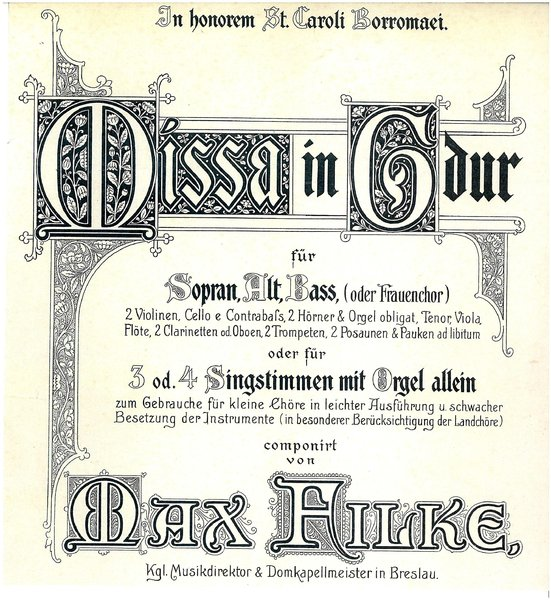
Titelblatt der Partitur

Das Gedankengut der Aufklärung führte zu Beginn des 19. Jahrhunderts auch in der Kirche zu historischen Reformbewegungen, die dann ebenso nachhaltigen Einfluss auf die Kirchenmusik der Zeit genommen haben. Weitreichende Umsetzungen eines idealen Musikstils, der sich deutlich von der weltlichen „opernhaften“ Musik dieser Zeit abzugrenzen hatte, geschah auf katholischer Seite durch die Vertreter des Cäcilianismus, und so entstand am 1. September 1868 der Allgemeine Cäcilienverband deutschsprachiger Länder (ACV). Sein Gründer war Franz Xaver Witt aus Walderbach.
Auf Drängen Witts und des ACV erfolgte am 1. November 1874 durch Franz Xaver Haberl die Eröffnung der kirchlichen Musikschule zu Regensburg. Schon Franz Liszt, der im April 1868 Regensburg besuchte, sagte: „Möge Regensburg die kirchenmusikalische Hauptstadt der katholischen Welt bleiben.“ Und an dieser Kirchenmusikschule studierte bereits 1877 Max Filke bei Franz Xaver Haberl, Domkapellmeister und Michael Haller, Stiftskanonikus an der Alten Kapelle zu Regensburg.
Als Lehrer am Kirchenmusikinstitut in Breslau konnte Max Filke dann die an der Regensburger Schule vermittelte Tradition und in seiner Musik hervortretende neue Richtung, die sog. Breslauer Schule weiterreichen.
In seinen zahlreichen Kompositionen für kirchliche Zwecke (Messen, Requiem, Litaneien u. a.), unter denen sich auch viele einfache für kleinere Chorverhältnisse befinden, verbindet der Komponist ein produktives Talent mit tüchtiger Technik, so dass diese Werke bis zum heutigen Tag einen gewissen Bestandteil der kirchenmusikalischen Praxis bilden. Das belegen die Aufführungen seiner österlichen Messe Missa in G-Dur in honorem Sancti Caroli Borromaei op. 80.
Die Bedeutung Filkes liegt in seinen Bemühungen um eine dem Zeitstil angenäherte instrumentalbegleitete Kirchenmusik. Dagegen sind seine weltlichen Chorlieder sehr dem damaligen Zeitgeschmack verpflichtet.

## Kompositionen (Auswahl)
- Missa in honorem Beatae Mariae Virginis op. 47
- Missa in E-Moll-G-Dur, op. 55
- Missa in G-Dur in honorem Sancti Caroli Borromaei, op. 80
- Missa in F-Dur zu Ehren unserer lieben Frau von Lourdes, op 87
- Ave maris stella, op. 88
- Missa in D-Dur in honorem Sancti Antonii de Padua, op. 90